# Kouri (Tô)
Pour les articles homonymes, voir Kouri.
Ne doit pas être confondu avec Kouri (Dori) ou Kouri (Ouahigouya).
Kouri est une commune rurale située dans le département de Tô de la province de Sissili dans la région du Centre-Ouest au Burkina Faso.